# Here Is Mariah Carey
Here Is Mariah Carey, также известный как Mariah Carey или Mariah’s Thanksgiving NBC Special — третий DVD/video релиз Мэрайи Кэри. На DVD/video представлено живое выступление певицы в театре «Proctor’s Theatre» в городе Schenectady, штат Нью-Йорк от 18 июля 1993 года. Видеоматериал в формате VHS был выпущен в конце 1993 года, на DVD — 12 сентября в 2006.
Впервые видео этого концерта показали в день благодарения в 1993 году на канале NBC, в честь праздника и продвижения её нового альбома «Music Box». Она исполнила четыре песни из Music Box: «Dreamlover», «Hero», «Without You», и «Anytime You Need a Friend»; которые впервые были исполнены певицей перед многочисленной публикой. Также в список композиций были включены пять прежних хитов Мерайи: «Vision of Love», «Love Takes Time», «Someday», «Emotions», и «Make It Happen». В дополнение к концертному видео была добавлена видеозапись песни «I'll Be There» дуэта Мэрайи и Трея Лоренса.
Большая часть этого видеоматериала была показана во время тура Music Box Tour в конце 1993 года.
В список композиций был включён видеоклип «Dreamlover». Живое исполнение песен «Dreamlover» и «Hero» позже было включено для аудио релиза официальных промосинглов.

## Список композиций
1. «Emotions»
2. «Hero»
3. «Someday»
4. «Without You»
5. «Make It Happen»
6. «Dreamlover»
7. «Love Takes Time»
8. «Anytime You Need a Friend»
9. «Vision of Love»
10. «I'll Be There»
11. «Dreamlover» (Видеоклип)

## Позиции в чартах
| Чарт                           | Высшая позиция | Сертификация | Продажи |
| ------------------------------ | -------------- | ------------ | ------- |
| French Music DVD Chart         |                | Золотой      | 10,000  |
| U.S. Billboard Top Music Video | 4              | Платиновый   | 100,000 |